# ピッコマ
ピッコマは、2016年4月にカカオジャパン（現：カカオピッコマ）からリリースされたスマートデバイス向けの漫画・小説アプリ。

## 概要
韓国のIT大手カカオの日本法人である株式会社カカオジャパン発のサービスで、カカオジャパンはピッコマの成功を受けて2021年11月11日付で商号を「カカオピッコマ」へ改めた。
日本市場に早くから進出している競合他社・ネイバーのLINE株式会社（現・Aホールディングス）でクリエイティブセンター長を務めていた金在龍（キム・ジェヨン）を代表とし、韓国の無料ウェブ漫画（ウェブトゥーン）文化を導入した「待てば¥0」という一定時間（主に24時間）経てば対象作品を1話読むことが出来る無料チケットがもらえるサービスや、親会社が韓国で運営しているカカオページの人気作品をローカライズして投入する戦略を行って業界のトップシェアを獲得している。
2018年には漫画賞「ピッコマAWARD」を創設。
2021年11月には欧州と北米での展開を発表し、同年9月フランスで現地法人を設立したことも明らかにした。

## ピッコマ独占配信の作品
アプリ内の「独占配信」のタグで確認できる。「*マーク」はアニメ化されたもの。太字は日本国内で書籍化されている。出版社は主にKADOKAWA社のメディアファクトリーブランドのMFCレーベル(主に男性向け)、同社のFLOS COMICレーベル(主に女性向け)、一迅社のカラフルハピネスレーベル(主に女性向け)から出版されている。配信が終了した作品もある。一部の作品はアプリ版とWeb版で異なるものもある。
- 愛犬の法則（原作：イ・ヒョンソン、作画：トダム、提供：Dream Toon）
- アクアマン（McQueen STUDIO）
- 悪女は砂時計をひっくり返す (原作：SANSOBEE、作画：Antstudio)
- アドニス（原作：ヘドリ、作画：チームアドニス、提供：Dream Communication）
- アニマルアイズ（SamGyeZone）
- アメリカンゴーストジャック（原作：ハン・チヘ、漫画：アン・ジョンウン）
- 俺だけレベルアップな件（原作：Chugong、作画：DUBU (REDICE STUDIO)）*
- 俺だけログイン（原作：トイカー、脚色：尹載皓、作画：ROSE STUDIO）
- 骸骨兵士はダンジョンを守れなかった (原作：sosori、作画：Antstudio)
- 餓鬼（DD）
- 彼女が公爵邸に行った理由 (原作：Milcha、作画：Whale)*
- 観察人間・生存人間（DD）
- 帰還者の魔法は特別です (原作：Usonan、作画：Wookjakga (D&C MEDIA))*
- 義母だけど娘が可愛すぎる (原作：Iru、作画：mo9rang)
- 外科医エリーゼ (原作：yuin、作画：mini)*
- 月光彫刻師（原作：ナム・ヒソン、脚色：イ・ドギョン、作画：キム・テヒョン、着色：キム・パオロ＆チェ・テヒョン）
- 恋するアプリ（KYE YOUNG CHON）
- 公爵夫人の50のお茶レシピ (原作：Lee Jiha、作画：Antstudio)
- 皇帝の一人娘（漫画：RINO、原作：YUNSUL）
- 国民死刑投票（原作：Eom seyun、作画：Jung lpum）
- 殺し屋2+1（ZILMERI）
- 殺人マンガアプリ（宗屋セブン、日吉ぶる）
- 今世は当主になります (原作：Kim Roah、作画：Mon, Antstudio)
- 最強の王様、二度目の人生は何をする？（原作：TurtleMe、作画：Fuyuki23）
- 最終レベル英雄のご帰還 (原作：Devil's Tail、作画：Yudo)
- 十二夜（muryu）
- スクールウォーター（empty）
- 捨てられた皇妃（原作：Yuna、作画：iNA）
- 遭遇（Choi Heesun）
- 想像にゃんこ（kim kyoung）
- 楽しい卓球部（かぢばあたる）
- 男性ボーカル、始めましたっ！（キリエあやめ）
- 月の子守唄（Sera）
- デイジー ～公爵の婚約者になる方法～ (原作：リサベル、作画：ALLYN、脚色：W(REDICE STUDIO))
- できるメイド様 (原作：Yuin、作画：Sanho)
- デブキャバ（原作：佐藤ちろ、作画：ナガイ）
- TEN（Lee Eunjae）
- 転生したら王女になりました（原作：ピチュ、アシスタント：ネペン・パラパ）
- 転生したら剣でした Rev:黒猫が最強剣とレベルアップ (原作：棚架ユウ、キャラクター原案：るろお・丸山朝ヲ、作画：タヌシモン)
- 盗掘王（3B2S、SAN.G、Yuns）
- Knights Fall（原作：Carbon Eyed、作画：Cagecorn）
- 流れ星が落ちるそこで待ってて（General Store）
- 任侠アンドロイドジギー（バーモントのカレー隊）
- 灰色部屋、少女（bang bang）
- 風月主 王の椅子より魂の友（原著：鄭珉娥、著：朴 宣、作画：909）
- 武侠小説の中で一番強いのですが何か？（原作：Will Bright、文：Gabi Nam、作画：Yooani）
- 復讐の毒鼓（原作：Meen、作画：Baekdoo）
- フランケンシュタ医院へようこそ！（松沢夏樹）
- ブラインド〜唯一の目撃者〜（Lee Seung hwan）
- ミセン-未先-（ユン・テホ）
- もう一度、光の中へ (原作：TicaTica、作画：Yuya)
- 優しい冬（Jun Lee）
- 不良娘（ヤンキーっこ）ならし（Yoo Jong pyo）
- 夕食一緒にしましょうか？（See-in Parlk）
- 4000年ぶりに帰還した大魔道士 (原作：落下傘、脚色︰フジツボ、作画：kd-dragon(REDICE STUDIO))
- 0.0MHz（Yoo Jong pyo）
- 恋愛が一番簡単でした（tsunacan）
- ローレンスを救え！（HYUNG GYU KANG）
- 私の輝く世界（Maru）
- THE銀鉄999（松本零士、石原まこちん）

## ピッコマAWARD
第1回（2018年）
- RAINBOW賞 - 『死役所』あずみきし
- AURORA賞 - 『復讐の毒鼓』Meen原作・Baekdoo
- STAR賞 - 『恋空 切ナイ恋物語』美嘉原作・羽田伊吹

第2回（2019年）
- LUNA賞 - 『約束のネバーランド』原作：白井カイウ　作画：出水ぽすか
- IGNIS賞 - 『DAYS』著者：安田剛士
- AQUA賞 - 『盾の勇者の成り上がり』著者：藍屋球　原作：アネコユサギ　キャラクター原案：弥南せいら
- ARBOR賞 - 『OUT』原作：井口達也　漫画：みずたまこと
- AURUM賞 - 『モンキーピーク』原作：志名坂高次　作画：粂田晃宏
- TERRA賞 - 『捨てられた皇妃』漫画：iNA 原作：Yuna
- SOL賞 - 『復讐の毒鼓』原作：Meen 作画：Baekdoo

第3回（2020年）
- LUNA賞 - 『鬼滅の刃』吾峠呼世晴
- IGNIS賞 - 『俺だけレベルアップな件』Chugong・h-goon・DUBU（REDICE STUDIO）
- AQUA賞 - 『今日も拒まれてます〜セックスレス・ハラスメント 嫁日記〜』ポレポレ美
- ARBOR賞 - 『終末のワルキューレ』梅村真也原作・フクイタクミ構成・アジチカ作画
- AURUM賞 - 『外科医エリーゼ』yuin原作・mini
- TERRA賞 - 『LV999の村人』星月子猫原作・ふーみキャラクター原案・岩元健一
- SOL賞 - 『極道高校生』lee hoon young原作・kim eui kwon作画

第4回（2021年）
- LUNA賞 - 『呪術廻戦』芥見下々
- IGNIS賞 - 『俺だけレベルアップな件』Chugong／D&C MEDIA（ノベル）
- AQUA賞 - 『最強の王様、二度目の人生は何をする？』原作：TurtleMe、作画：Fuyuki23／Tapas Media（SMARTOON）
- ARBOR賞 - 『公爵夫人の50のお茶レシピ』作画：Antstudio、原作：Lee Jiha／Samyang C&C（SMARTOON）
- AURUM賞 - 『無職転生 〜異世界行ったら本気だす〜』フジカワユカ/理不尽な孫の手/シロタカ
- TERRA賞 - 『転生したらスライムだった件』伏瀬/みっつばー（ノベル）
- SOL賞 - 『アオアシ』小林有吾
- LUX賞 - 『万能女中コニー・ヴィレ』百七花亭/krage ／ Jパブリッシング（ノベル）
- VENTUS賞 - 『ゴッド オブ ブラックフィールド』Story : 雲 、Art : SIN、原作：武将／Toyou’s Dream（SMARTOON）

第5回（2022年）
- LUNA賞 - 『東京卍リベンジャーズ』和久井健
- IGNIS賞 - 『蜘蛛ですが、なにか?』著者：馬場翁、イラスト：輝竜司
- AQUA賞 - 『お父さん、私この結婚イヤです』作画：Roal、文：yuri、原作：Hong Heesu
- ARBOR賞 - 『4000年ぶりに帰還した大魔導士』漫画：kd-dragon(REDICE STUDIO)、脚色：フジツボ、原作：落下傘
- AURUM賞 - 『にぶんのいち夫婦』漫画：黒沢明世、原作：夏川ゆきの
- TERRA賞 - 『無職転生 〜異世界行ったら本気だす〜』理不尽な孫の手、イラスト：シロタカ
- SOL賞 - 『盗掘王』漫画：3B2S、原作：SAN.G、脚色：Yuns(REDICE STUDIO)
- LUX賞 - 『捨てられた皇妃』Yuna
- VENTUS賞 - 『静かなるドン』新田たつお

第6回（2023年）
- マンガ部門
  - 『片田舎のおっさん、剣聖になる〜ただの田舎の剣術師範だったのに、大成した弟子たちが俺を放ってくれない件〜』漫画：乍藤和樹、原作：佐賀崎しげる・鍋島テツヒロ
  - 『極限夫婦』きづきあきら+サトウナンキ
  - 『大蛇に嫁いだ娘』フシアシクモ

- SMARTOON部門
  - 『悪女は砂時計をひっくり返す』漫画：Antstudio、原作：SANSOBEE
  - 『今世は当主になります』漫画：Mon, Antstudio、原作：Kim Roah
  - 『テムパル〜アイテムの力〜』漫画：Team Argo、原作：Saenal

- ノベル部門
  - 『本好きの下剋上』香月美夜
  - 『真実の愛を見つけたと言われて婚約破棄されたので、復縁を迫られても今さらもう遅いです!』彩戸ゆめ
  - 『悪役のエンディングは死のみ』Gwon Gyeoeul